# Fronhof (Epfenbach)

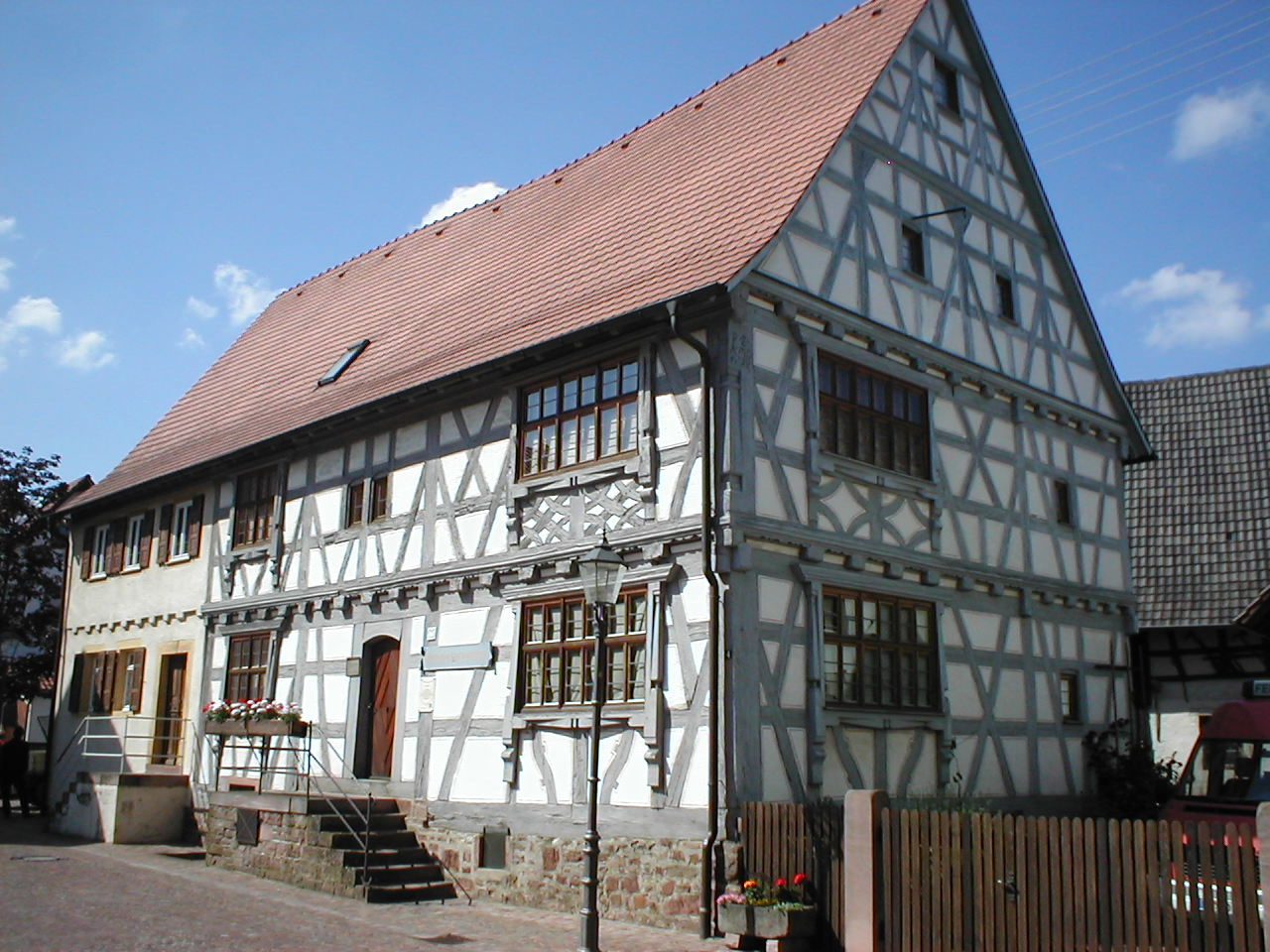
Fronhof in Epfenbach

Der Fronhof ist ein Fachwerkhaus in Epfenbach, einer Gemeinde im Rhein-Neckar-Kreis im nördlichen Baden-Württemberg, der Anfang des 18. Jahrhunderts errichtet wurde. Das Gebäude an der Kreisentalstraße 4 ist ein geschütztes Baudenkmal.

## Beschreibung
Der Fronhof steht mit der Traufseite am Dorfplatz und am Westgiebel ist ein kleines Gebäude angebaut. Auf dem Kellergeschoss aus Bruchsteinen stehen zwei Fachwerkstöcke und zwei Dachstöcke. Alle Stockwerke kragen über. Die Balkenköpfe sind sichtbar und über ihnen befinden sich gekerbte und profilierte Schwellen. Das Haus ist einmal längs und zweimal quer geteilt. An den Hausecken befinden sich große fränkische Fenstererker. Als Zierformen sind der Fränkische Mann im Giebeldreieck, K-Streben an den Eckständern, ebenso Andreaskreuze und kurze Streben vorhanden. Die Brüstungen der Fenstererker sind im Oberstock mit Rauten und Andreaskreuzen über Rauten versehen. Am Eckständer des Oberstocks ist die Inschrift „P Z A M G 1718“ angebracht.

## Heutige Nutzung
Im Gebäude befindet sich das Heimatmuseum von Epfenbach.